# Herbita quinquemaculata
Herbita quinquemaculata là một loài bướm đêm trong họ Geometridae.